# Todas as Estações: Remixes
Todas as Estações: Remixes (lançado no formato físico como Todas as Estações: Remixes e Videoclipes) é o primeiro e único álbum de remixes da dupla brasileira Sandy & Junior, lançado em 2000. Consiste em onze faixas remixadas por diferentes DJs brasileiros de músicas do catálogo da dupla, incluindo seis canções do bem-sucedido As Quatro Estações, de 1999, ao qual o título faz referência. O termo "videoclipes" (excluído nas versões digitais), refere-se aos quatro incluídos ("Imortal", "No Fundo do Coração", "As Quatro Estações" e "Aprender a Amar") na faixa multimídia do CD, bem como os do VHS presente no box set. 
A promoção contou com apresentações na TV e videoclipes de todas as faixas que foram exibidos em diferentes episódios da telessérie Sandy & Junior, da TV Globo. Alguns deles foram incluídos no DVD Sandy & Junior na TV: Os Melhores Clipes da Série, de 2002.
Do ponto de vista comercial, a música foi um grande sucesso. Registrando vendas antecipadas de 500 mil exemplares apenas no Brasil, o álbum conquistou múltiplos discos de platina. Estima-se que tenha ultrapassado a marca de 1 milhão de cópias vendidas, consolidando-se como um dos álbuns mais vendidos na história da dupla. Em 2017, foi disponibilizado para ser executado via streaming em diversos serviços digitais. Em 2019, a gravadora Universal lançou uma box set intitulada Nossa História, com toda a discografia da dupla em CD (12 álbuns de estúdio, 4 álbuns ao vivo), mas por motivos desconhecidos Todas as Estações não foi incluído.

## Antecedentes e produção
O ano de 1999 foi um dos mais bem-sucedidos na carreira de Sandy e Junior. Naquela época, o álbum As Quatro Estações vendeu o dobro de seu antecessor, Era Uma Vez... Ao Vivo, que se tornou o primeiro da discografia da dupla a alcançar a marca de 1 milhão de cópias vendidas. Os singles do álbum estavam sendo amplamente tocados, e o programa de TV na Globo liderava a audiência nas tardes de domingo. Visando capitalizar o sucesso do disco lançado em 1999, a gravadora optou por lançar um álbum de remixes. A seleção de faixas inclui seis versões remixadas de canções de As Quatro Estações e outras cinco de trabalhos anteriores.
Ao projeto também foi adicionado um registro em vídeo, reunindo quatro premiados e bem sucedidos videoclipes dirigidos por Hugo Prata ("No Fundo do Coração" e "Imortal") e Flávia Moraes ("As Quatro Estações" e "Aprender a Amar"). O CD incluía uma faixa multimídia (utilizado por vários cantores e gravadoras para proporcionar ao público uma experiência além da auditiva), primeiro da dupla a incluir o recurso. Ao ser colocado em um computador, os fãs teriam acesso a letras das músicas, jogos, fotos e link para o site oficial, além de poderem assistir os quatro videoclipes incluídos no álbum de vídeo (VHS).

## Recepção crítica
Em uma resenha crítica para o jornal Folha de S.Paulo, Marcelo Rubens Paiva deu duas estrelas de cinco, argumentando que as músicas do mesmo eram boas e que o problema eram as letras: "Elas parecem existir para tapar buracos." O jornalista destacou a faixa "Príncipe dos Mares", afirmando que tratava-se de um "techno de bom gosto".

## Desempenho comercial
A primeira tiragem do álbum  foi de 500 mil cópias, e a dupla recebeu um disco duplo de platina enquanto apresentava-se no programa Planeta Xuxa, da TV Globo, no ano de seu lançamento. Estima-se que as vendas sejam em torno de 1 milhão de cópias, tornando-se um dos maiores sucessos da carreira, e o terceiro consecutivo a atingir a marca. A Pro-Música Brasil (antiga ABPD), auditou as primeiras 250 mil cópias levadas as lojas e o certificou como disco de platina no Brasil.

## Lista de faixas
Créditos adaptados do encarte do CD e do VHS, Todas as Estações: Remixes e Videoclipes, de 2000.
| Todas as Estações: Remixes – Remixes |                                                                        |                                                                    |         |  |
| N.º                                  | Título                                                                 | Compositor(es)                                                     | Duração |  |
| 1.                                   | "Imortal"                                                              | Barry Gibb Maurice Gibb Robin Gibb Feio                            | 4:37    |  |
| 2.                                   | "Em Cada Sonho (O Amor Feito Flecha)"                                  | James Horner Will Jennings Feio                                    | 3:46    |  |
| 3.                                   | "Aprender a Amar"                                                      | Nando Ricardo Feghali                                              | 4:27    |  |
| 4.                                   | "Inesquecível"                                                         | Cheope F. Baldoni Gino de Stefani Guiseppe Carella Claudio Rabello | 4:05    |  |
| 5.                                   | "Vâmo Pulá!"                                                           | Feio Tiãozinho Xororó                                              | 3:44    |  |
| 6.                                   | "Não Ter"                                                              | Federico Cavalli Pietro Cremonesi Angelo Valsiglio Rabello         | 4:52    |  |
| 7.                                   | "A Arte do Coração"                                                    | Feio Xororó Noely                                                  | 4:00    |  |
| 8.                                   | "Medley Bee Gees: Mais Que Uma Sombra / Troque a Pilha / Esteja No Ar" | B. Gibb M. Gibb R. Gibb Rossi                                      | 4:19    |  |
| 9.                                   | "Príncipe dos Mares" (Como sueñan las sirenas)                         | Ana Toroja N. Yustas L. Cabañas Guto Franco                        | 4:02    |  |
| 10.                                  | "No Fundo do Coração"                                                  | D. Hayes Derrick Jones Paulo Sérgio Valle                          | 4:30    |  |
| 11.                                  | "As Quatro Estações"                                                   | Sandy Álvaro Socci Cláudio Matta                                   | 4:31    |  |
| Duração total:                       | Duração total:                                                         | Duração total:                                                     | 47:08   |  |

| Todas as Estações: Remixes – Videoclipes e outras estações: Faixa interativa | |         |  |
| N.º                                                                          | Título | Duração |  |
| 12.                                                                          | "As Quatro Estações / Aprender a Amar / Imortal / No Fundo do Coração" (Acesso às letras com áudio, fotos e acesso ao site oficial) | 16:01   |  |
| Duração total:                                                               | Duração total: | 63:09   |  |

| Todas As Estações - Videoclipes – Videoclipes do VHS |                       |                                           |               |         |  |
| N.º                                                  | Título                | Compositor(es)                            | Diretor(es)   | Duração |  |
| 1.                                                   | "Imortal"             | Barry Gibb Robin Gibb Maurice Gibb Feio   | Hugo Prata    | 4:15    |  |
| 2.                                                   | "Aprender a Amar"     | Nando Ricardo Feghali                     | Flávia Moraes | 4:02    |  |
| 3.                                                   | "As Quatro Estações"  | Sandy Álvaro Socci Cláudio Matta          | Flávia Moraes | 4:07    |  |
| 4.                                                   | "No Fundo do Coração" | D. Hayes Derrick Jones Paulo Sérgio Valle | Hugo Prata    | 3:35    |  |

## Certificações e vendas
| Região                     | Certificação | Vendas    |
| -------------------------- | ------------ | --------- |
| Brasil (Pro-Música Brasil) | Platina      | 1,000,000 |